# Runaways (Eclipse-låt)
Runaways är en låt av svenska musikgruppen Eclipse. Låten skrevs av Erik Mårtensson. Den deltog i Melodifestivalen 2016 och placerade sig på femte plats i den fjärde semifinalen.